# Montbenoît
Montbenoît è un comune delegato e frazione del comune di Pays-de-Montbenoît, situato nel dipartimento del Doubs nella regione della Borgogna-Franca Contea. In precedenza comune autonomo, il 1º gennaio 2025 è confluito insieme agli ex comuni di Hauterive-la-Fresse, La Longeville, Montflovin e Ville-du-Pont nel nuovo comune di Pays-de-Montbenoît.

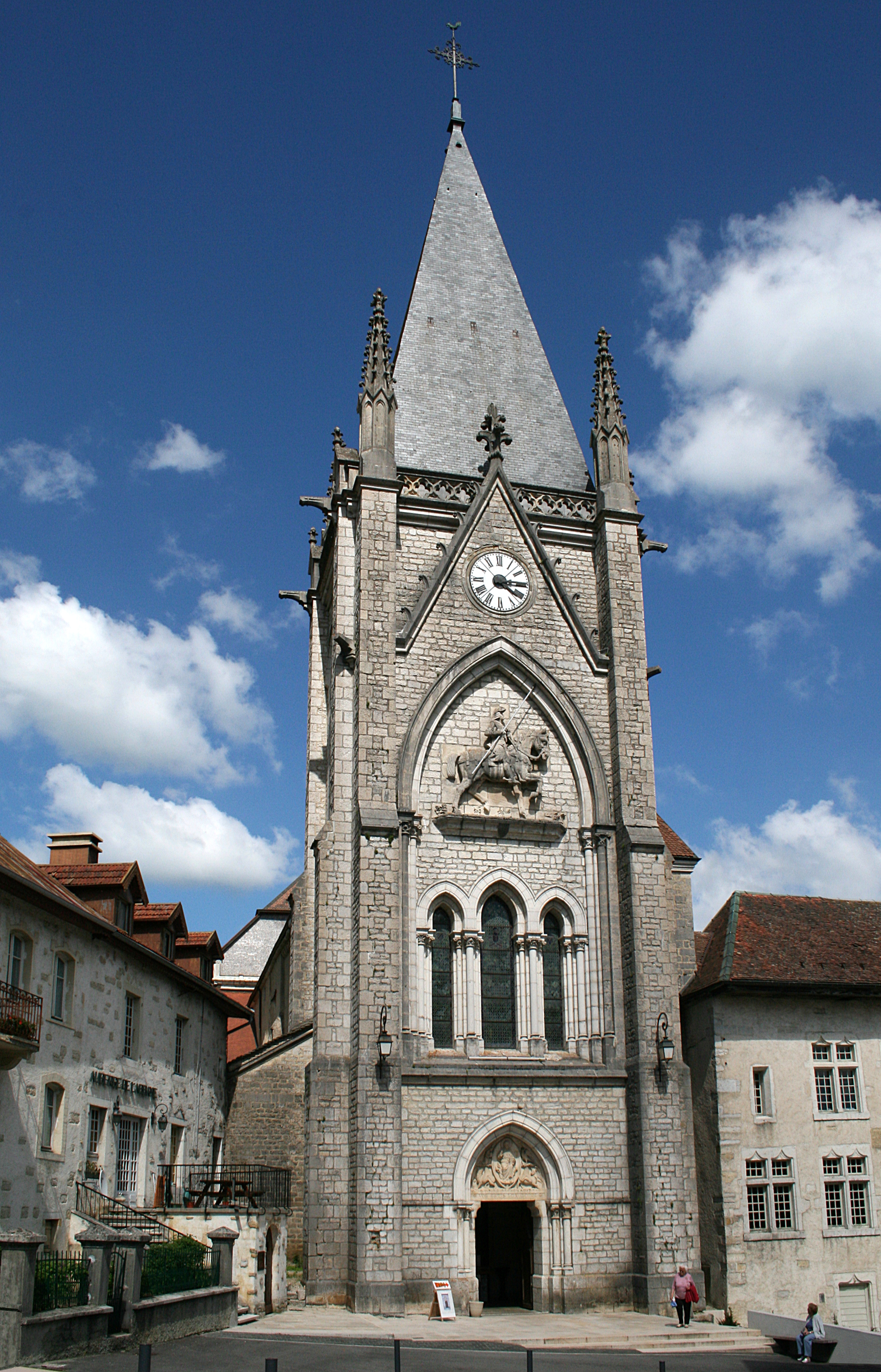
La chiesa abbaziale (XI-XX secolo).

## Saugeais
La cittadina è anche la capitale della Micronazione di Saugeais, fondata nel 1947.

## Società

### Evoluzione demografica
Abitanti censiti